# Abdullah Faisal Turki Al Saud
Abdullah Faisal Turki Al Saud es un diplomático saudí.
- En 1975 Su Alteza el Príncipe dio su debut profesional en dos principales ciudades industriales del reino.
- En 1985 fue Secretario General de la en:Royal Commission for Jubail and Yanbu.
- De 2000 a 2004 fue gobernador de la en:Saudi Arabian General Investment Authority.
- En SAGIA, fue reconocida por su apoyo estrategias de privatización, siempre ha trabajado hacia una Arabia Saudita más abierta económicamente y fue pegado a la adhesión de su país a la Organización Mundial del Comercio.
- El 12 de noviembre de 2015 fue asignado embajador en Washington D. C., donde presentó su carta credencíal el 28 de enero de 2016.[1]